# Caladenia radialis
Caladenia radialis är en orkidéart som beskrevs av Richard Sanders Rogers. Caladenia radialis ingår i släktet Caladenia och familjen orkidéer. Inga underarter finns listade i Catalogue of Life.